# 1000-km-Rennen von Silverstone 1986

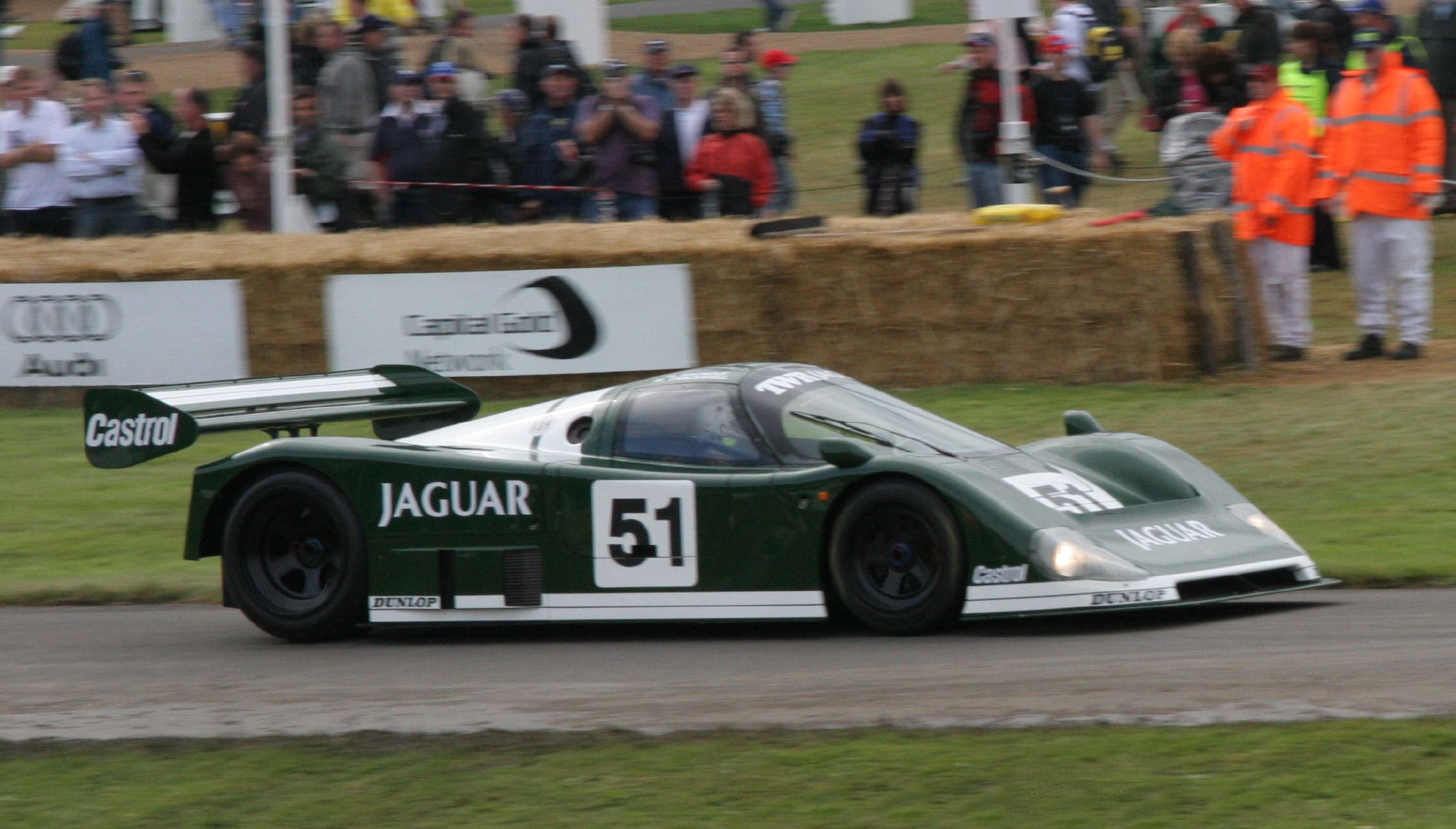
Jaguar XJR-6, Siegerwagen von Derek Warwick und Eddie Cheever

Das 1000-km-Rennen von Silverstone 1986, auch Kouros 1000 Kms (FIA World Sports Prototype Championship for Teams and Drivers), Silverstone Grand Prix Circuit, fand am 4. Mai auf dem Silverstone Circuit statt und war der zweite Wertungslauf der Sportwagen-Weltmeisterschaft dieses Jahres.

## Das Rennen
Nach dem Erfolg von Hans-Joachim Stuck und Derek Bell im Werks-Porsche 962C beim 360-km-Rennen von Monza gewann beim Rennen in Silverstone erstmals in der Saison ein von Tom Walkinshaw eingesetzter Jaguar. Derek Warwick und Eddie Cheever siegten im Jaguar XJR-6 beim ersten Marken-Weltmeisterschaftslauf des Jahres, da die Veranstaltung in Monza als Sprintrennen nur zur Fahrerwertung zählte.

## Ergebnisse

### Schlussklassement
| 1                  | C1  | 51  | Silk Cut Jaguar                                    | Derek Warwick Eddie Cheever                       | Jaguar XJR-6    | 212 |
| 2                  | C1  | 1   | Rothmans Porsche                                   | Derek Bell Hans-Joachim Stuck                     | Porsche 962C    | 210 |
| 3                  | C1  | 10  | Porsche Kremer Racing                              | Jo Gartner Tiff Needell                           | Porsche 962C    | 207 |
| 4                  | C1  | 14  | Liqui Moly Equipe                                  | James Weaver Klaus Niedzwiedz                     | Porsche 956 GTi | 206 |
| 5                  | C1  | 33  | Danone Porsche Espana with John Fitzpatrick Racing | Emilio de Villota Fermín Vélez                    | Porsche 956B    | 206 |
| 6                  | C1  | 7   | Joest Racing                                       | George Follmer John Morton Paolo Barilla          | Porsche 956     | 205 |
| 7                  | C1  | 52  | Silk Cut Jaguar                                    | Jean-Louis Schlesser Gianfranco Brancatelli       | Jaguar XJR-6    | 204 |
| 8                  | C1  | 61  | Kouros Racing                                      | Mike Thackwell John Nielsen Henri Pescarolo       | Sauber C8       | 203 |
| 9                  | C1  | 19  | Brun Motorsport                                    | Walter Brun Frank Jelinski                        | Porsche 956     | 203 |
| 10                 | C1  | 18  | Brun Motorsport                                    | Oscar Larrauri Jesús Pareja                       | Porsche 962C    | 203 |
| 11                 | C1  | 17  | Brun Motorsport                                    | Thierry Boutsen Massimo Sigala                    | Porsche 962C    | 200 |
| 12                 | C1  | 9   | Obermaier Racing Team                              | Jürgen Lässig Fulvio Ballabio Dudley Wood         | Porsche 956     | 195 |
| 13                 | GTP | 31  | Mazdaspeed Co. Ltd.                                | Yoshimi Katayama Yōjirō Terada                    | Mazda 757       | 194 |
| 14                 | C2  | 70  | Spice Engineering                                  | Ray Bellm Gordon Spice                            | Spice SE86C     | 192 |
| 15                 | C2  | 105 | Kelmar Racing                                      | Pasquale Barberio Maurizio Gellini John Nicholson | Tiga GC85       | 187 |
| 16                 | C2  | 75  | A.D.A. Engineering                                 | Evan Clements Ian Harrower                        | Gebhardt JC843  | 185 |
| 17                 | C1  | 63  | Ernst Schuster                                     | Siegfried Brunn Ernst Schuster                    | Porsche 936C    | 180 |
| 18                 | C2  | 90  | Jens Winther                                       | David Mercer Jens Winther                         | URD C83         | 177 |
| 19                 | GTP | 30  | Mazdaspeed Co. Ltd.                                | Dave Kennedy Takashi Yorino                       | Mazda 757       | 174 |
| 20                 | C2  | 92  | Automobiles Louis Descartes                        | Jacques Heuclin Louis Descartes                   | ALD 02          | 159 |
| Nicht klassiert    |     |     |                                                    |                                                   |                 |     |
| 21                 | C2  | 84  | Simpson Engineering Ltd.                           | Richard Jones Stefano Sebastiani Robin Smith      | Simpson C286    | 136 |
| Ausgefallen        |     |     |                                                    |                                                   |                 |     |
| 22                 | C2  | 79  | Ecurie Ecosse                                      | Mike Wilds Ray Mallock                            | Ecosse C286     | 159 |
| 23                 | C1  | 4   | Martini Racing                                     | Alessandro Nannini Andrea de Cesaris              | Lancia LC2-86   | 140 |
| 24                 | C1  | 13  | Primagaz                                           | Pierre-François Rousselot Yves Courage            | Cougar C12      | 139 |
| 25                 | C2  | 98  | R. B. Promotions Ltd.                              | Duncan Bain Michael Hall David Andrews            | Tiga GC286      | 121 |
| 26                 | C2  | 74  | Gebhardt Motorsport                                | Stanley Dickens Max Payne                         | Gebhardt JC853  | 113 |
| 27                 | C2  | 72  | John Bartlett Racing with Goodmans Sound           | Max Cohen-Olivar Kenneth Leim Nick Adams          | Bardon DB1      | 106 |
| 28                 | C1  | 2   | Rothmans Porsche                                   | Bob Wollek Jochen Mass                            | Porsche 962C    | 81  |
| 29                 | C2  | 88  | Arthur Hough Pressings Ark Racing                  | Chris Ashmore Rudi Thomann Mike Kimpton           | Ceekar 83J-1    | 61  |
| 30                 | C2  | 80  | Carma F.F. S.R.L.                                  | Martino Finotto Carlo Facetti Ruggero Melgrati    | Alba AR6        | 60  |
| 31                 | GTP | 21  | Richard Cleare Racing                              | Franz Konrad Richard Cleare                       | March 85G       | 40  |
| 32                 | C1  | 66  | Cosmik Racing                                      | Costas Los John Graham                            | March 84G       | 24  |
| Nicht gestartet    |     |     |                                                    |                                                   |                 |     |
| 33                 | C2  | 77  | Chamberlain Engineering                            | Will Hoy Gareth Chapman Dan Murphy                | Tiga TS85       | 1   |
| 34                 | C2  | 78  | Ecurie Ecosse                                      | Ray Mallock Mike Wilds                            | Ecosse C285     | 2   |
| 35                 | C2  | 83  | Techno Racing                                      | Luigi Taverna Marco Vanoli Mario Sala             | Alba AR3        | 3   |
| 36                 | C2  | 89  | Martin Schanche Racing                             | Martin Schanche                                   | Argo JM19       | 4   |
| 37                 | C2  | 99  | R. B. Promotions Ltd.                              | Thorkild Thyrring John Sheldon                    | Tiga GC286      | 5   |
| 38                 | C1  | 1T  | Rothmans Porsche                                   | Bob Wollek Derek Bell                             | Porsche 956     | 6   |
| 39                 | C1  | 4T  | Martini Racing                                     | Alessandro Nannini                                | Lancia LC2-85   | 7   |
| 40                 | C1  | 51T | Silk Cut Jaguar                                    | Eddie Cheever Gianfranco Brancatelli              | Jaguar XJR-6    | 8   |
| 41                 | C1  | 61T | Kouros Racing Team                                 | Henri Pescarolo                                   | Sauber C8       | 9   |
| Nicht qualifiziert |     |     |                                                    |                                                   |                 |     |
| 42                 | C2  | 91  | P.C. Automotive with Texas Homecare                | Richard Piper David Brodie                        | Royale RP40     | 10  |

1 Motorschaden im Training
2 zurückgezogen
3 Unfall im Training
4 Unfall im Training
5 Motorschaden im Training
6 Trainingswagen
7 Trainingswagen
8 Trainingswagen
9 Trainingswagen
10 nicht qualifiziert

### Nur in der Meldeliste
Hier finden sich Teams, Fahrer und Fahrzeuge, die ursprünglich für das Rennen gemeldet waren, aber aus den unterschiedlichsten Gründen daran nicht teilnahmen.
| Pos. | Klasse | Nr. | Team                 | Fahrer                                   | Chassis                  |
| ---- | ------ | --- | -------------------- | ---------------------------------------- | ------------------------ |
| 43   | C1     | 6   | Sponsor Gest Team    | Bruno Giacomelli Gianni Mussato          | Lancia LC2               |
| 44   | C1     | 8   | Joest Racing         | George Follmer John Morton Paolo Barilla | Porsche 956B             |
| 45   | C1     | 20  | Tiga Team            | Tim Lee-Davey                            | Tiga GC84                |
| 46   | C1     | 22  | Portman Lamborghini  | Mauro Baldi Tiff Needell                 | Lamborghini Countach QVX |
| 47   | C2     | 82  | Grifo Autoracing     |                                          | Grifo F862C              |
| 48   | C2     | 85  | John Bartlett        |                                          | Chevron B62              |
| 49   | C2     | 103 | Jean-Claude Ferrarin | Jean-Claude Ferrarin Hubert Striebig     | Isolia 002               |

### Klassensieger
| Klasse | Fahrer           | Fahrer        | Fahrzeug     | Platzierung im Gesamtklassement |
| ------ | ---------------- | ------------- | ------------ | ------------------------------- |
| C1     | Derek Warwick    | Eddie Cheever | Jaguar XJR-6 | Gesamtsieg                      |
| C2     | Ray Bellm        | Gordon Spice  | Spice SE86C  | Rang 14                         |
| GTP    | Yoshimi Katayama | Yōjirō Terada | Mazda 757    | Rang 13                         |

### Renndaten
- Gemeldet: 49
- Gestartet: 32
- Gewertet: 20
- Rennklassen: 3
- Zuschauer: 26000
- Wetter am Renntag: kalt und trocken
- Streckenlänge: 4,719 km
- Fahrzeit des Siegerteams: 4:48:55,370 Stunden
- Gesamtrunden des Siegerteams: 212
- Gesamtdistanz des Siegerteams: 1000,342 km
- Siegerschnitt: 207,739 km/h
- Pole Position: Andrea de Cesaris – Lancia LC-86 (#4) – 1:10,810 = 239,895 km/h
- Schnellste Rennrunde: Andrea de Cersaris – Lancia LC2-86 (#4) – 1:13,950 = 229,708 km/h
- Rennserie: 2. Lauf zur Sportwagen-Weltmeisterschaft 1986